# マリア・カロリーナ・ダズブルゴ
マリーア・カロリーナ・ダスブルゴ（イタリア語: Maria Carolina d'Asburgo, 1752年8月13日 - 1814年9月8日）は、「女帝」マリア・テレジアと神聖ローマ皇帝フランツ1世の十女で、ナポリとシチリアの王フェルディナンド4世および3世の王妃。マリーア・カロリーナ・ダウストリア（Maria Carolina d'Austria）とも。ドイツ語名はマリア・カロリーナ・フォン・ハプスブルク＝ロートリンゲン（Maria Karolina von Habsburg-Lothringen）。

## 生涯
当初はフランス王ルイ16世との縁組みが考えられていたが、ナポリ王と婚約していたすぐ上の姉マリア・ヨーゼファが1767年、結婚直前に急死したため、翌1768年に急遽マリア・カロリーナがナポリのフェルディナンド4世へ嫁ぐことになった。突然の結婚に、同じ部屋で暮らし非常に親しかった妹マリア・アントーニア（マリー・アントワネット）は大変悲しんだという。
婚前の約束から、政治に興味を持たなかった夫フェルディナンドに代わって政治の実権を握った。長きにわたって続いたスペインの政治的干渉からナポリ王国を解放し、前国王時代から政治を牛耳っていたベルナルド・タヌッチを追放、兄レオポルト2世にならい士官学校を作り、軍隊の再編をしている。また、多くの子にも恵まれ、母マリア・テレジアに最も似た人生を送った。
フランス革命が起こると、初めは革命側の市民たちに同情を寄せていた。1793年のルイ16世の処刑と、その後のマリー・アントワネットの処刑によって態度を硬化させるが、それまではナポリ国内におけるフリーメイソン活動にも力を貸していたほどで、ナポリには女性が加入できる団体もあったという。ともかく、妹夫婦の処刑という事態にマリア・カロリーナとフェルディナンドは震え上がり、彼女は夫を動かしてナポリ・シチリア合同軍を組織させ、フランス革命軍との戦いに転じた。
しかしフェルディナンド自身が「どんな立派な軍服を着せても、彼らが逃走するのを防げる手立てはない」と嘆息するヨーロッパ最弱のナポリ軍は、出征先で負け続け、大恥を晒した。1796年にナポレオンの指揮するフランス軍が北イタリアをほぼ手中に収めると、マリア・カロリーナは侵攻を恐れて、800万フランという巨額の賠償金を払って講和し、戦線から脱落せざるをえなかった。これで皮肉にも（国内での中途半端な改革と戦争での致命的な失敗という）母マリア・テレジアがかつて国政で置かれた状況にも酷似することになった。
ヴェズーヴィオ山の噴火も重なり、精神的にも肉体的にも弱ったマリア・カロリーナは、アヘンを常用するようになっていた。1797年になると、彼女の健康状態はかなり悪化していたが、故国オーストリアとの同盟関係を再確認させるなど、依然として外交をリードし、1798年に教皇領のローマでの反乱が起きるとこれに介入を命じる。しかし、鎮圧に失敗したのみならず、年末にはわずかな数のフランス軍の逆襲を受け、ナポリ市までもが占領される事態に発展する。1799年1月にナポリで革命が起こり、共和制が成立して、パルテノペア共和国が宣言された。6月に国王派が巻き返し、フェルディナンドは実権を辛うじて回復したが、その権威は揺らいだ。イギリス艦隊が入る前に国王はホレーショ・ネルソン提督と同盟を成立させており、条件付き降伏を飲んだ共和派の一部は無事にフランスへ亡命した。しかし、国内にとどまる共和派に対して国王夫妻は情け容赦なく弾圧し、数千人の共和派が捕らえられて処刑された。
1806年、絶頂期にあったナポレオン1世により、フェルディナンドはナポリ王位を退位させられた。王位はシチリア王のみとなったが、シチリア島に移ってからもマリア・カロリーナは1812年まで実権と影響力を維持した。彼女は、夫が彼女をその摂政に任命したフランチェスコ王子（のちの両シチリア王）に抵抗するが、結局はシチリア島からの退去を息子から命じられ、オーストリアへの亡命を余儀なくされる。こうして晩年は家族から疎まれる存在となり、ウィーンにて病死した。

## 子女
夫妻の間には18人の子供が生まれたが、成人したのは2男5女である。
- マリーア・テレーザ（1772年 - 1807年） - 1790年、神聖ローマ皇帝フランツ2世と結婚[3]
- マリーア・ルイーザ（1773年 - 1802年） - 1790年、トスカーナ大公フェルディナンド3世と結婚
- カルロ・ティト（1775年-1778年） - カラブリア公
- マリア・アンナ（1775年-1780年）
- フランチェスコ1世（1777年 - 1830年） - 両シチリア王
- マリーア・クリスティーナ（1778年 - 1849年） - 1807年、サルデーニャ王カルロ・フェリーチェと結婚
- マリーア・アマーリア（1779年 - 1783年）
- ジェンナーロ（1780年 - 1789年）
- ジュゼッペ（1781年 - 1783年）
- マリーア・アマーリア（1782年 - 1866年） - 1809年、オルレアン公爵（のちのフランス王）ルイ・フィリップと結婚
- マリーア・クリスティーナ（1783年）
- マリーア・アントーニア（1784年 - 1806年） - 1802年、スペイン王フェルナンド7世と結婚
- マリーア・クロティルダ（1786年 - 1792年）
- エンリケッタ（1787年 - 1789年）
- カルロ・ジェンナーロ（1788年 - 1789年）
- レオポルド（1790年 - 1851年）- サレルノ公
- アルベルト（1792年 - 1798年）
- マリーア・エリザベッタ（1793年 - 1801年）

## 人物
マリア・カロリーナは、夫フェルディナンドのあらゆる欠点や不貞にもかかわらず、勇気を持って全力で夫を支えてきたと自負していた。彼女が晩年ウィーン近郊に隠遁していた頃、ナポレオン帝政の終焉とともに孫娘である皇后マリー・ルイーズが実家のウィーンに戻ってきた。マリア・カロリーナは、孫娘が夫ナポレオンと行動を共にすると思っていたので、彼女が夫を追ってエルバ島に向かわないばかりか、ウィーンで夫の名を口にしたり、自分の部屋に夫の肖像画を飾るのを躊躇っていることに対して孫娘を非難していた。「ベッドカーテンを結んで窓から脱出してでも夫と一緒にいることを選ぶべきだ。私が彼女（マリー・ルイーズ）の立場だったらそうする」と語ったという。

## 登場する作品
- ジャコモ・プッチーニ作曲のオペラ「トスカ」 - 直接登場することはないが舞台はナポリ王国支配時のローマ共和国で、主人公のトスカは王妃のお気に入り歌手という設定であり、トスカが恋人の助命を王妃に嘆願しようとするシーンで王妃の存在にも言及される。また原作の同名の戯曲にはマリア・カロリーナ本人も登場する。

- 小出よしと「悪役令嬢に転生したはずがマリー・アントワネットでした」 -『月刊コミックフラッパー』（KADOKAWA）で連載された漫画。